# Joeri Koezoebov

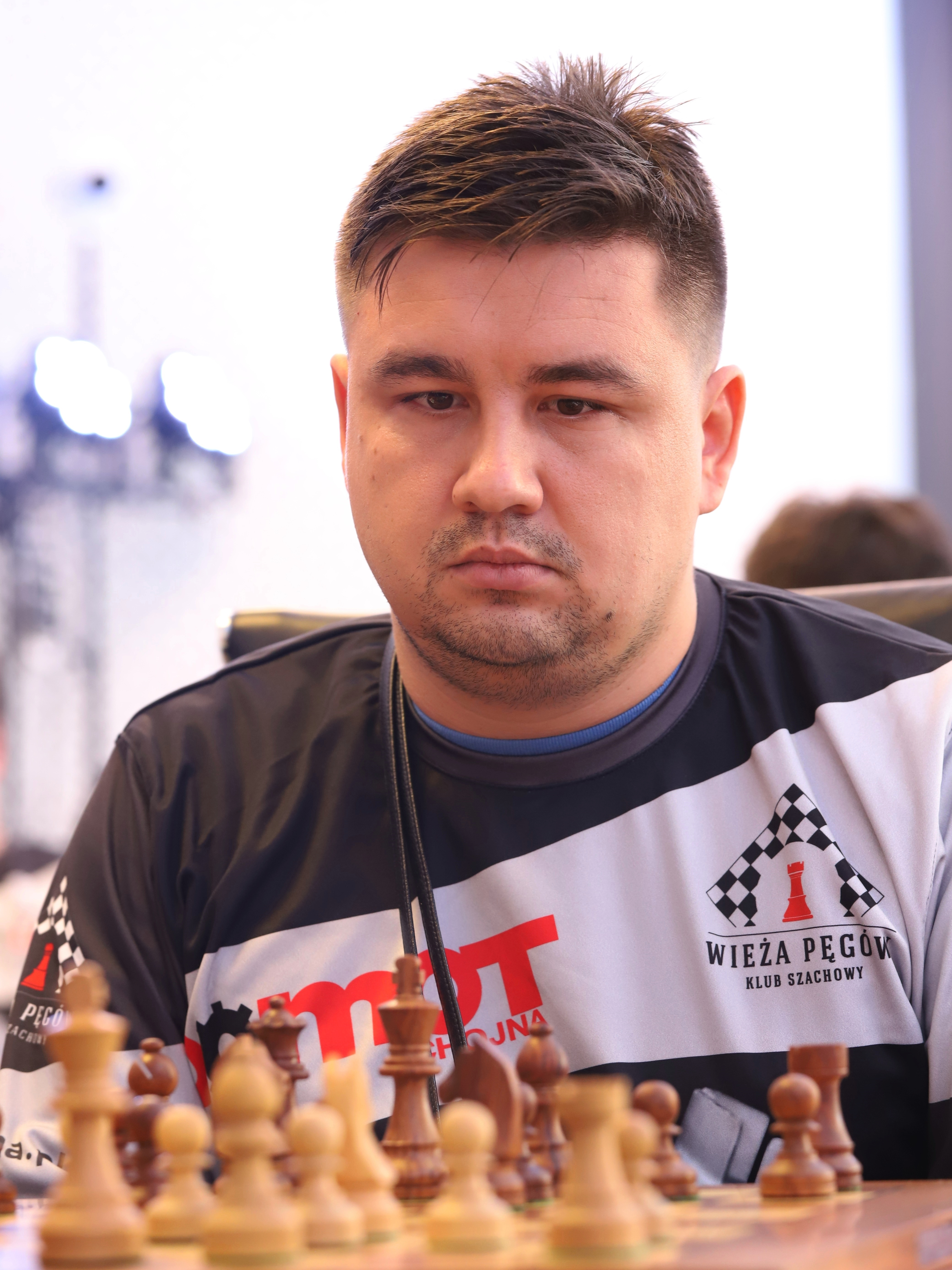
Joeri Koezoebov (2022)

Joeri Oleksandrovitsj Koezoebov, ook dikwijls weergegeven als Yuri(y) Kuzubov (Oekraïens: Юрій Олександрович Кузубов)  (Sytsjovka, 26 januari 1990) is een Oekraïense schaker. Hij behaalde op 7 september 2004 de derde norm voor het verkrijgen van de titel van grootmeester. Aangezien Koezoebov op die dag pas 14 jaar, 7 maanden en 12 dagen oud was, kan hij een wonderkind genoemd worden. In 2014 was hij kampioen van Oekraïne. Aleksandr Aresjtsjenko is de trainer van Joeri Koezoebov.  

## Carrière
Toen Joeri Koezoebov vier maanden oud was, verhuisde de familie naar Kramatorsk, in oblast Donetsk. Hij schaakte bij de vereniging A.V. Momot in Kramatorsk, waaruit ook spelers als Roeslan Ponomarjov, Sergej Karjakin, Kateryna Lahno, Aleksandr Aresjtsjenko en Zachar Jefimjenko zijn voortgekomen.
- In 2001 won Koezoebov het jeugdkampioenschap van Oekraïne in de categorie tot 12 jaar, en in hetzelfde jaar werd hij in Heraklion gedeeld eerste (vierde op basis van additionele criteria) op het Europees jeugdkampioenschap in de categorie tot 12 jaar.
- In 2002 won hij opnieuw het jeugdkampioenschap van Oekraïne in de categorie tot 12 jaar.
- Ook won hij in 2002 de B-groep van het Tsjigorin Memorial in Sint-Petersburg.[1]
- In 2004 werd hij jeugdkampioen van Oekraïne in de categorie tot 14 jaar.
- In 2004 werd hij tweede bij het Wereldkampioenschap schaken voor jeugd, gehouden in Heraklion, in de categorie tot 14 jaar.
- In 2004 werd hij gedeeld eerste met Ildar Khairullin en Sergei Zhigalko, derde na tiebreak, op het World's Youth Stars toernooi in Kirisji.[1]
- Van 21 t/m 30 december 2004 nam Koezoebov deel aan het Harmonie Schaaktoernooi, in Groningen. Vier spelers eindigden gelijk met 6 punten uit 9 ronden, maar Joeri Koezoebov was dankzij zijn weerstandspunten de winnaar. Yge Visser, Friso Nijboer en John van der Wiel bezetten de plaatsen 2 t/m 4.[5][6]
- Bij de Wereldbeker schaken in 2005 werd hij in de eerste ronde uitgeschakeld door Aleksandr Mojsejenko.
- In 2006 werd hij met 6.5 pt. uit 9 zesde bij het 15e Monarch Assurance-toernooi, op het eiland Man.[7]
- In 2009 speelde hij in de A-groep van het toernooi om de "SPICE Cup", een categorie 16 round-robin toernooi, gehouden in Lubbock. Na een  blitz playoff met Dmitry Andreikin en Rauf Mamedov eindigde Koezoebov als winnaar.[8][9]
- In 2009 won hij het internationaal Open toernooi in Gurgaon, India, voor Aleksandr Aresjtsjenko.
- In 2010 werd Koezoebov gedeeld eerste, tweede na tiebreak, bij het Reykjavik Open.[10]
- In 2011 werd hij gedeeld 1e–5e met Aleksandr Aresjtsjenko, Parimarjan Negi, Markus Ragger en Ni Hua op het 9e Parsvnath Open toernooi[11] en won hij het MP Reykjavik Open na tiebreak met Ivan Sokolov, Vladimir Baklan, Kamil Miton, Jon Ludvig Hammer en Illja Nyzjnyk, nadat al deze spelers 7 pt. uit 9 hadden behaald.[12]
- In augustus 2014 won hij het Masters-toernooi in Abu Dhabi na tiebreak met Tigran L. Petrosjan.[13]
- In november 2014 won Koezoebov het schaakkampioenschap van Oekraïne in Lviv.[14]

## Nationale teams
- Koezoebov was lid van het Oekraïense team dat de zilveren medaille won bij de Schaakolympiades voor jeugd tot 16 jaar in 2002 en 2003.[15]
- Koezoebov speelde in 2005 voor het team van Oekraïne aan het reservebord bij het Europees schaakkampioenschap voor landenteams.[16]

## Schaakverenigingen
In de Oostenrijkse bondscompetitie speelde Koezoebov in seizoen 2009/10 voor Holz Dohr. In Spanje speelde hij in 2008 en 2011 voor CajaCanarias Santa Cruz, waarmee hij in 2008 kampioen werd; in 2016 en 2017 speelde hij in Spanje voor Club Ajedrez Jaime Casas. In IJsland speelde hij voor TB A, in Frankrijk voor Grasse Echecs en in Hongarije voor DVTK Sport Korlátolt Felelősségű Társaság.

## Partij
In deze partij, gespeeld op het 73e schaakkampioenschap van Oekraïne in 2004, versloeg Koezoebov, spelend met zwart, de eveneens Oekraïense grootmeester Sergey Karjakin, de jongste grootmeester in de geschiedenis van het schaken.
Karjakin – Koezoebov
73e schaakkampioenschap van Oekraïne, 2004 

1.e4 c5 2.Pf3 Pc6 3.d4 cxd4 4.Pxd4 Pf6 5.Pc3 e5 6.Pdb5 d6 7.Lg5 a6 8.Pa3 b5 9.Lxf6 gxf6 10.Pd5 f5 11.Ld3 Le6 12.c3 Lg7
(diagram)
13.Pxb5 axb5 14.Lxb5 Ld7 15.exf5 O-O 16.O-O Tb8 17.a4 Te8 18.Df3 e4 19.Dg3 Kh8 20.Dxd6 Le5 21.Dc5 Tc8 22.De3 Lxf5 23.Tad1 Te6 24.g3 Td6 25.c4 Lxb2 26.Td2 Lg7 27.f3 exf3 28.Dxf3 Lg6 29.Df4 Pe5 30.Te2 Te6 31.Tfe1 Pd3 32.Txe6 fxe6 (0-1)